# Чиликоти (Тексас)
Чиликоти (енгл. Chillicothe) град је у америчкој савезној држави Тексас. По попису становништва из 2010. у њему је живело 707 становника.

## Демографија
Према попису становништва из 2010. у граду је живело 707 становника, што је 91 (11,4%) становника мање него 2000. године.
| Група             | 2000.       | 2010.       |
| Белци             | 651 (81,6%) | 456 (64,5%) |
| Афроамериканци    | 45 (5,6%)   | 30 (4,2%)   |
| Азијати           | 0 (0,0%)    | 3 (0,4%)    |
| Хиспаноамериканци | 87 (10,9%)  | 209 (29,6%) |
| Укупно            | 798         | 707         |